# Ronald Jensen (Skispringer)
Ronald Jensen (* 1946) ist ein ehemaliger norwegischer Skispringer.

## Werdegang
Jensen startete bei der Vierschanzentournee 1966/67 und der Vierschanzentournee 1967/68. Seine beste Platzierung erreichte er dabei am 8. Januar 1967 in Bischofshofen mit dem vierten Platz. 1967 gewann er zudem in Voss die Bronzemedaille bei den Norwegischen Meisterschaften von der Großschanze. Bei der Internationalen Skiflugwoche am Kulm 1968 stürzte Jensen schwer. Anschließend trat er fast nur noch bei nationalen Wettkämpfen an und gewann so 1970 bei den Norwegischen Meisterschaften in Meldal erneut die Bronzemedaille von der Großschanze.
Auch nach seiner aktiven Skisprungkarriere blieb er seinem Sport treu und fand in späten Jahren auch erneut zum aktiven Skispringen zurück. Jensen ist einer der Initiatoren der International Masters Championships, die seit 1990 ausgetragen werden. Dort wurde er mehrfacher Veteranenmeister, u. a. 1997 im schwedischen Sundsvall in der Altersklasse 50 bis 54 Jahre von der K68-Schanze.